# Elena Asenina Bugarska
Bizantska carica Elena Asenina Bugarska bila je kći bugarskog cara Ivana Asena II. i Ane Marije Arpadović. Bila je nazvana po baki, Eleni Eugeniji.
Elenin je djed po majci bio kralj Ugarske i Hrvatske, Andrija II.
Elena je bila zaručena za latinskog cara Balduina II. od Courtenaya. Nisu se vjenčali.
Poslije se udala za bizantskog cara Teodora II. Laskarisa, kojem je rodila Ivana IV. Laskarisa, Irenu, Teodoru, Eudokiju i Mariju.